# Pentane-1,5-diol
Le pentane-1,5-diol est un composé organique de la famille de diols, constitué d'une chaine de pentane portant un groupe hydroxyle à chaque extrémité. Comme la plupart des autres diols, il se présente sous la forme d'un liquide incolore et visqueux.

## Synthèse
Le pentane-1,5-diol peut être obtenu par hydrogénation de l'acide glutarique ou de ses dérivés.
Il peut aussi être préparé par hydrogénation du furfural par le dihydrogène et le chlorure de fer(II) catalysé par du platine.

## Utilisations
Le pentane-1,5-diol est utilisant comme plastifiant dans l'industrie des plastiques. Il forme également des polyesters utilisés comme agents émulsifiants et intermédiaires de résines.

### Contamination du jeu Bindeez
Un jeu australien, appelé  Bindeez (en) (Aqua Dots en Amérique du Nord) constitué de petites billes de plastique coloré contenant normalement du pentane-1,5-diol a été rappelé en novembre 2007 par son fabricant. Il s'est en effet avéré que le fabricant chinois, Wangqi Product Factory, avait substitué sans autorisation le pentane-1,5-diol par du butane-1,4-diol (qui ingéré, est métabolisé en acide gamma-hydroxybutyrique — le GHB) vraisemblablement pour des raisons de coût (ChemNet China évalue le prix du butane-1,4-diol entre 1 350 et 2 800 $ la tonne, contre environ  9 700 $ la tonne pour le pentane-1,5-diol).